# Operace Sulphur
Operace Sulphur byl krycí název pro paradesantní výsadek vyslaný během druhé světové války z Anglie na území Protektorátu Čechy a Morava. Byl organizován zpravodajským odborem exilového Ministerstva národní obrany a řazen byl do třetí vlny výsadků.

## Složení a úkoly
Desant tvořili npor. Adolf Horák a radista rtn. Oldřich Janko. Úkolem desantu byl sběr zpravodajských informací v prostoru západních Čech a jejich předávání do Londýna prostřednictvím radiostanice s krycím názvem Pavla. Výsadek byl původně čtyřčlenný, dva příslušníci se s velitelem Horákem ale ještě před odletem pohádali. Ze strany nadřízených a instruktorů byla totiž přehlížena Horákova konfliktní povaha. Navíc nebyly zjištěny jeho problémy s alkoholem a kriminální minulost.

## Činnost
Desant byl vysazen v noci z 8. na 9. dubna 1944 (společně s desantem Chalk). Místo v západních Čechách přistáli nedaleko Všetat u Rakovníka, navíc se jim při doskoku zamotaly do korun stromů padáky a nepodařilo se je vyprostit. Na žádné z kontaktních adres nebyli přijati. Byli nuceni žít v lese, kde Janko těžce onemocněl. 20. dubna byli oba výsadkáři zadrženi gestapem poté, co je četníkům udal zemědělec, kterého požádali o pomoc. 
Po zatčení oba výsadkáři vypověděli vše a přislíbili gestapu pomoc. Prostřednictvím radisty Janka se Němci pokusili o radiovou hru Wallenstein, která se díky Jankovi nezdařila. Npor. Horák se dal do služeb gestapa a aktivně se podílel na likvidaci výsadku Chalk.
Oba příslušníci desantu Sulphur byli popraveni 1. března 1945 v Terezíně.